# Arnarulunnguaq
Arnarulunnguaq (également orthographié Arnarulunguaq et prononcé [aɴ.ɑ.ʁu.lun.ŋu.ɑq] ong-aw-rhue-loon-ng'oo-awk), née en 1895 ou en 1896 au Groenland et morte le 2 octobre 1933, est une femme inuite, exploratrice, connue pour avoir participé à la cinquième expédition Thulé (1921-1924) menée par l'explorateur Knud Rasmussen. Elle est ainsi la première femme à avoir traversé le passage du Nord-Ouest et accompli un voyage en traîneau du Groenland au Pacifique.

## Biographie

### Son enfance
Arnarulunnguaq naît en 1896 à Qaanaaq (Thulé) dans le Nord du Groenland.
Son père meurt lorsqu'elle a sept ans, laissant la famille sans soutien. Selon une coutume de l'Arctique, il était d'usage en pareille situation que la mère mette fin à la vie de l'un de ses enfants. Comme Arnarulunnguaq était la plus jeune, elle était toute désignée, mais à cette pensée son frère se mit à pleurer et ses larmes émurent leur mère, si bien qu'elle put garder la vie sauve,.

### La cinquième expédition Thulé
En 1921, lorsque l'explorateur Knud Rasmussen décide d'entreprendre sa cinquième expédition Thulé avec Leo Hansen, il choisit, entre autres compagnons, le frère d'Arnarulunnguaq, Aajako mais celui-ci meurt avant le départ de Qaanaaq. Pour le remplacer c'est le chasseur Iggiannguaq et sa femme Arnarulunnguaq qui furent choisis.

Or à la première escale de l'expédition, à Godthåb, dans le Sud du Groenland, plusieurs Inuits de l'expédition tombent malade (symptôme d'une pneumonie) dont Arnarulunnguaq et son mari. Ce dernier meurt des suites de l'infection, soit d'une pneumonie ou soit de la grippe espagnole, le 6 septembre 1921. Malgré le deuil qu'elle porte pour son frère et son mari, Arnarulunnguaq décide tout de même d'accompagner Rasmussen, comme initialement prévu. 

"Avant, c'était toi qui avais besoin de moi, maintenant c'est moi qui ai besoin de toi" phrase attribuée à Arnarulunnguaq à l'attention de Rasmussen ,.
Le 6 septembre 1921, Knud Rasmussen écrivait : 

    "...La veuve d'Iggiannguaq a, bien sûr, très mal vécu la mort de son mari. Je lui ai donné la possibilité de retourner à Thulé... Aujourd'hui, elle m'a demandé si elle pouvait être autorisée à continuer, car elle considérerait comme insupportable de vivre indéfiniment parmi des étrangers ici, au sud du Groenland... Je suis très heureux qu'elle continue... elle est... la femme la plus qualifiée que nous ayons avec nous.".
Lorsque la première partie de l'expédition se termine en 1923 dans la baie d'Hudson, à Blæsebælgen, la majorité des participants rentrent chez eux. Seuls Knud Rasmussen, Arnarulunnguaq et son cousin Qaavigarsuaq Miteq poursuivent en traîneau à chien à travers le passage du Nord-Ouest, jusqu'au détroit de Béring. Ce voyage qui comptabilisa entre 12000 et 18000 kms dura deux ans et se déroula dans des conditions exigeantes et difficiles. Arnarulunnguaq est ainsi la première femme à avoir traversé le passage du Nord-Ouest et accompli le voyage du Groenland au Pacifique.
Au cours de l'expédition, Arnarulunnguaq s’occupa de l'intendance, de la cuisine et de la chasse avec Qaavigarsuaq (elle excellait dans la traque du petit gibier) ,, mais veille également à l'entretien des vêtements en peaux de chaque membre de l'expédition (préparation de nouvelles peaux, cuissons, et technique exigeante de couture). Leur bon état étant une condition sine qua non pour éviter que l'humidité et le froid s'engouffrent dans les vêtements,. En outre, elle collabore et assiste Knud Rasmussen dans son travail d'étude botanique et de collecte de plantes, d'objets et de spécimens zoologiques ; d'études éthologique et anthropologique des populations autochtones rencontrées ; de fouilles archéologiques. Knud Rasmussen mentionne son sens exceptionnel de l'observation. Dans le cadre de cette exploration, elle réalise notamment des dessins de tatouages de femmes Netsilik rencontrées,.

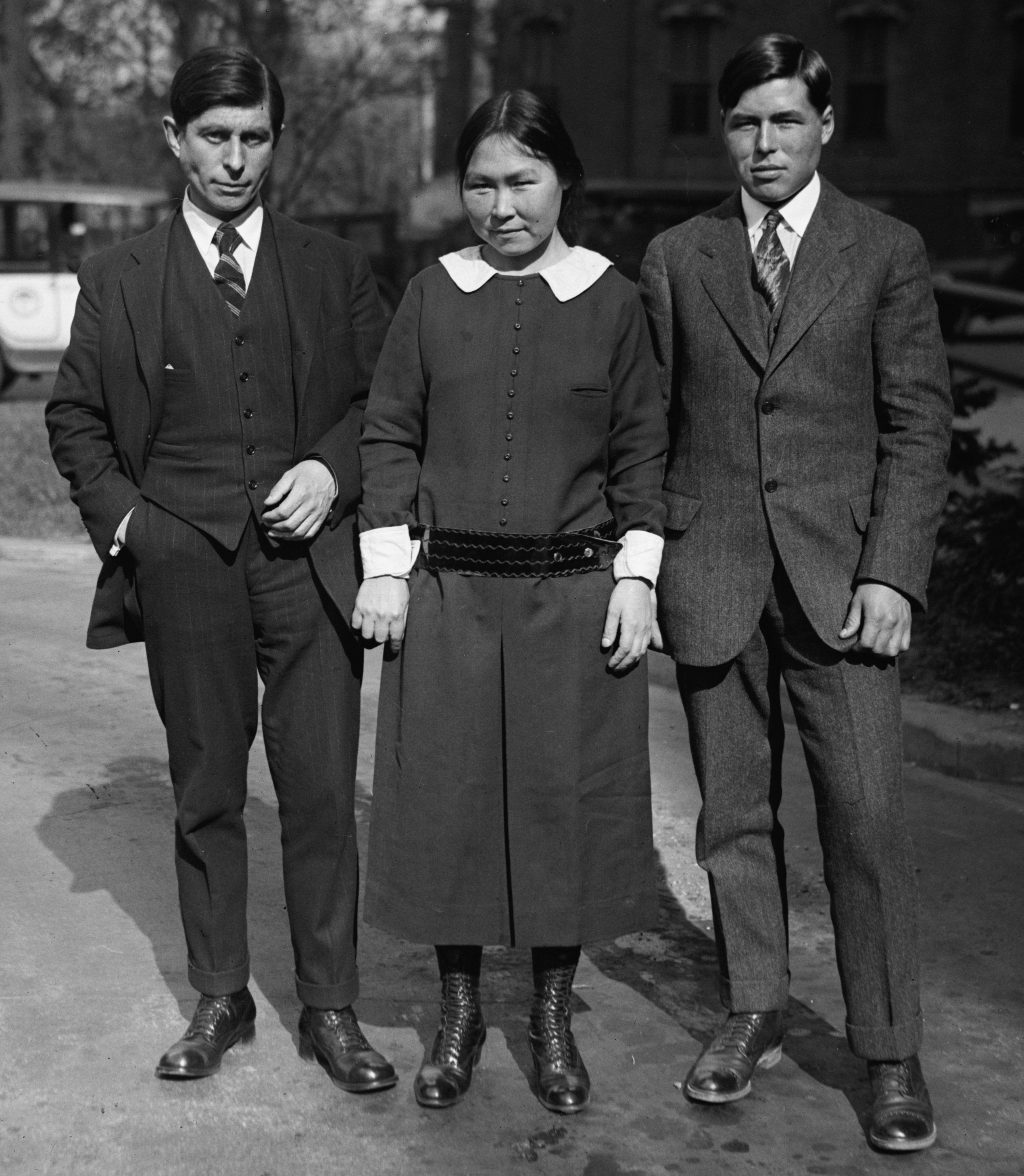
Photo où l'on peut voir Knud Rasmussen, Arnarulunnguaq et son cousin Qaavigarsuaq Miteq après leur expédition Arctique.

### L'après-expédition
En 1924, depuis l'Alaska, le voyage du retour s'effectue en passant par les États-Unis, New York, vers le Danemark, à Copenhague, où ils arrivent à la fin de l'année. La découverte de ces grandes villes représenta un réel choc culturel pour Arnarulunnguaq,. A Copenhague, elle contracta une grave tuberculose, dû être hospitalisée à l'Øresundshospitalet et subit une intervention chirurgicale. Rasmussen lui apporte sur son lit d’hôpital la décoration Fortjenstmedaljen d'argent qu'elle reçut à l'instar de Qaavigarsuaq pour ses efforts rendus lors de l'expédition,.
Au cours de l'été 1925, Arnarulunnguaq retourne chez elle à Thulé, où elle épouse Karl Peary (en 1928), fils de l'officier de marine et explorateur polaire Robert Peary.
Elle meurt des suites de sa tuberculose le 2 octobre 1933 à 37 ans,.

## Hommages et références dans la culture populaire
- En 1991, une chanson du musicien groenlandais Ole Kristiansen lui est consacrée : Arnarulunnguaq[10].
- En 1996, un timbre à son effigie est édité par la poste du Groenland[11], illustré par l'artiste Jens Rosing (en)[10].
- En 2024, la Banque nationale du Danemark a annoncé développé un motif en hommage à Arnarulunnguaq et l'expédition Thulé pour l'un des nouveaux billets qui sera émis en 2028[12].
- En 2025, Isabelle Autissier a écrit une biographie-fiction sur la vie d'Arnarulunnguaq dans le livre "La fille du grand hiver"[4],[13].
- Le poète Aqqaluk Lynge a composé un poème à son honneur dont voici un extrait traduit du poème intitulé « La petite femme »[5] :

Partout où tu as été
On se souvient de toi et de Miteq.
Partout où tu as été
Arnarulunnguaq
On se souvient de ton humour et de ton esprit vif.
Personne n'a fait de plaque,
de statue ou de livre,
mais ton esprit et ta force sont partout
comme un lien pour notre peuple.
Sans toi, le monde n'était qu'à moitié
et le voyage incomplet...